# Thomas Morris (Musiker)
Thomas Morris (* 30. August 1897; † 1945 in Kalifornien) war ein US-amerikanischer Jazz-Kornettist und Bandleader.
Thomas Morris war eine bekannte Figur der frühen New Yorker Jazzszene der 1920er Jahre. Er leitete eine Formation namens Thomas Morris and his Seven Hot Babies (bzw. seine Past Jazz Masters 1923), mit der er Mitte der 20er in Harlem spielte und an rund 150 Aufnahmen mitwirkte. Morris nahm auch eine Reihe von Schallplatten mit Fats Waller, Sidney Bechet, Charlie Johnsons Paradise Orchestra und Clarence Williams auf; außerdem begleitete er Bluessängerinnen wie Margaret Johnson, Sippie Wallace, Sara Martin und Eva Taylor. Er hatte 1929 auch einen Kurzauftritt in dem Bessie-Smith-Film „St. Louis Blues“. Anfang der 1930er Jahre verließ er das Musikgeschäft, arbeitete als Gepäckträger in der New Yorker Grand Central Station und wurde dann Mitglied der Bewegung Father Divine’s Universal Peace Mission, einer afro-amerikanischen fundamentalistisch-christlichen Sekte.  Morris änderte seinen Namen in Brother Pierre. 

Thomas Morris war der Onkel des Jazzpianisten Marlowe Morris, der u. a. mit Sid Catlett, Lionel Hampton, Earl Hines und Ben Webster arbeitete.
Der Kritiker Scott Yanow bezeichnet Thomas Morris als primitiven, wenn auch wirkungsvollen Solisten.

## Diskographische Hinweise
- When a 'Gator Hollers... (Frog, 1926) mit Rex Stewart, Jabbo Smith, Charlie Irvis, Wellman Braud, Happy Cauldwell, sowie Margaret Johnson, Helen Baxter (voc)